# Gila River Arena
Gila River Arena (od srpna 2022 jako Desert Diamond Arena) je víceúčelová hala, která stojí v městě Glendale v státě Arizona v USA. Byl hlavním domovským stánkem týmu NHL Arizona Coyotes. 

## Historie
Stavba haly začala 3. dubna 2002 a na konci roku 2003 se odehrálo úvodní utkání. Tým Coyotes strávil přes sedm a půl roku po přesídlení z Winnipegu v America West Arena v centru Phoenixu . Tato hala, i když nebyla stará (pouhé čtyři roky před vznikem Coyotes zde odehrál svůj první zápas tým Phoenix Suns ), byla určena hlavně pro basketbalové zápasy. V roce 1996 byla hala rychle modernizována pro účely hokeje, ale povrch, na kterém se ledová plocha nacházela, nebyl správný a pro diváky bylo čas od času velmi obtížné sledovat hru. V důsledku toho se před zahájením druhé sezóny týmu Coyotes snížila kapacita haly při hokejových zápasech na 16 tisíc. (z předchozích 18 000). Po přesídlení týmů Colorado Avalanche a Toronto Maple Leafs do modernějších hal se America West Arena stala nejmenší arénou v NHL.
Po prodeji klubových akcií Stevu Ellmanovi bylo rozhodnuto postavit novou halu na předměstí Phoenixu v Glendale. Po podepsání smlouvy s městem v roce 2001 byla hala otevřena jako Glendale Arena v prosinci 2003 - uprostřed sezóny NHL 2003/04 . Prvním setkáním v nové hale bylo setkání profesionální lakrosové ligy - NLL mezi Arizona Sting a Vancouver Ravens . První ligový zápas NHL se odehrál další den, když Coyotes nastoupili proti Nashville Predators, prohráli 1–3.
Zástupci haly se několikrát snažili zorganizovat utkání hvězd NHL, ale tato akce se zatím nekonala.

## Zajímavosti
Stadion se nachází přibližně 20 kilometrů severně od centra Phoenixu. V říjnu 2006 byla podepsána desetiletá smlouva, podle které společnost Jobbing.com investuje 30 milionů dolarů. Tato smlouva byla v roce 2014 předčasně ukončena a společnost Gila River Casinos se stala novým sponzorem arény.